# Jottiluobbal
Jottiluobbal är en sjö i Finland. Den ligger i kommunen Enare i landskapet Lappland, i den norra delen av landet, 1 000 km norr om huvudstaden Helsingfors. Jottiluobbal ligger 258,9 meter över havet. Arean är 23,9 hektar och strandlinjen är 3,46 kilometer lång. Sjön  ingår i Neidenälvens huvudavrinningsområde.   Den ligger vid sjön Jottijävri.